# The Bulgarian
The Bulgarian, de son vrai nom Dimitar Vassilev et également connu sous le pseudonyme de Mr. Elastik est un disc jockey, remixeur et producteur de musique sud-africain né au Cap.

## Biographie
Comme son pseudonyme l'indique, « The Bulgarian » signifiant en anglais « Le Bulgare », il est originaire de Bulgarie, mais est né et a grandi au Cap.
Il a commencé sa carrière comme disc-jockey en 1997 dans sa ville natale. Dans le courant de l'année 2000 il a déménagé à Sofia et a commencé à produire des morceaux sous les pseudonymes de The Bulgarian (qui est l'un des pionniers de la scène fidget house) et Mr. Elastik (projet techno/électro). Il a atteint une renommée internationale en décembre 2006 avec l'EP Loop Poop, qui a aidé à lancer la fidget house.
À ce jour, il a à son actif plus de cinquante titres et remixes ainsi que de nombreuses collaborations avec des artistes comme Larry Tee, Ressources humaines, Calvertron et Will Bailey et Bass Weazel.
Il est également actif dans le duo musical Tone Deaf Junkies avec Damien Morrison.

## Discographie

### The Bulgarian
- Loop Poop EP (MP3, EP), Second Session Recordings, 2006 ;
- Ignition EP (MP3, EP), On The Brink Recordings, 2007 ;
- Listen Man (MP3), Second Session, 2007 ;
- Zombie Door EP, (MP3, EP) Potty Mouth Music, 2007 ;
- Air Bounce EP, (MP3, EP) Potty Mouth Music 2008 ;
- Check To Check (12"), Complot 2009 ;
- Pinball / Bark Of The Deamon Dog (12"), AAAHH! Real Monsters, 2009.

### Mr. Elastik
- Justice (12"), Sokolov Sounds, 2008 ;
- Justice (Part Two) (12"), Sokolov Sounds, 2008.

### Tone Deaf Junkies
- Noxious (CD single), Timecode Records, 2004 ;
- Veil Of Tears(CD single), Timecode Records, 2004 ;
- Fred is Dead.